# Kedah Darul Aman Football Club
Il 	Kedah Darul Aman Football Club, noto anche semplicemente come Kedah è una squadra malaysiana di calcio, con sede nella città di Alor Setar, capitale dello stato di Kedah.

## Storia
Il club venne fondato nel 1924, quando il Kedah ricadeva sotto protettorato dell'impero britannico. 
Il club vinse il suo primo trofeo nel 1990, la Piala Malaysia, competizione che si aggiudicherà in altre quattro occasioni.
Nel 1993 il Kadeh, guidato dall'olandese Robert Alberts, vince il suo primo campionato malese, competizione che vincerà in altre due occasioni. Nel 1996 arriverà invece la prima affermazione nella Malaysia FA Cup, competizione vinta in altre quattro occasioni.
Nel 2020 partecipa alla AFC Champions League, dalla quale, dopo aver sconfitto la squadra di Hong Kong del Tai Po nel secondo turno preliminare, fu sconfitto alla finale playoff dai sudcoreani del Seoul. Vanta inoltre due partecipazioni alla Coppa dell'AFC, raggiungendo come miglior risultato i quarti di finale nell'edizione 2008, venendo eliminato dai futuri campioni del Al-Muharraq, squadra del Bahrein.
In due occasioni la squadra si è aggiudicata il treble, vincendo la Malaysian Premier League, la Malaysia Cup e la Malaysian FA Cup.

## Allenatori
- 1992-1995  Robert Alberts
- 2012-2013  Marijo Tot
- 2013-2014  Dave Mitchell
- 2022-  Nafuzi Zain

## Palmarès

### Competizioni nazionali
- Campionato malaysiano: 3

1993, 2006-2007, 2007-2008
- Coppa della Malaysia: 5

1990, 1993, 2007, 2008, 2016
- Malaysia FA Cup: 5

1996, 2007, 2008, 2017, 2019